# Hélène Kong
Hélène Kong (ur. 5 sierpnia 1993) – kambodżańska lekkoatletka, specjalizująca się w skoku o tyczce. Od 7 września 2007 jest obywatelką Francji.
Rekordzistka Kambodży w skoku o tyczce (2,81 z 2007).

## Rekordy życiowe
- skok o tyczce – 3,80 (2010)